# L'asso nella manica
L'asso nella manica (Ace in the Hole) è un film drammatico statunitense del 1951, diretto da Billy Wilder.

## Trama
Charles Chuck Tatum è un giornalista privo di scrupoli che, a causa dei suoi vizi (è un forte bevitore e un donnaiolo), viene licenziato dai più prestigiosi quotidiani di New York, Chicago e Detroit.
Per necessità si trasferisce quindi ad Albuquerque, una piccola cittadina ancora mezza indiana e mezza messicana, nell'attesa di potere scrivere un articolo così importante da riportarlo negli ambienti che contano del giornalismo.
Mandato a coprire un evento fuori città, si imbatte in una frana che ha intrappolato un uomo, Leo Minosa, sceso a saccheggiare le tombe indiane di una vecchia caverna. Sfoderando tutto il suo fiuto per la notizia, ma anche il suo cinismo, contro il parere del capocantiere Smollet che vorrebbe procedere più velocemente al salvataggio dell'uomo puntellando la caverna, concorda con lo sceriffo del luogo di ritardare il più possibile gli aiuti, facendo perforare la roccia dall'altura con una perforatrice, allo scopo di creare clamore attorno all'evento, in modo da assicurarsene l'esclusiva. In tutto ciò si assicura anche la complicità della moglie di Leo, Lorraine, che gestisce in loco una piccola fatiscente locanda. Stufa della misera vita che conduce, Lorraine compatisce e disprezza il marito e intende lasciarlo.
Man mano che la squadra di soccorso monta la perforatrice sull'altura sopra la caverna e procede a perforare per raggiungere la caverna in cui è prigioniero Minosa, il sito del crollo si trasforma in un grottesco Luna Park con migliaia di curiosi affollati in roulotte e campeggi, giostre, baracconi, concerti country e quant'altro. La locanda di Lorraine, l'unica in zona, viene invasa dai turisti e fioccano inaspettati incassi.
Tatum e lo Sceriffo Kretzer sfruttano la situazione fino all'ultimo e persino Herbie Cook, il giovane e ingenuo fotografo che accompagnava il reporter, inizia a sognare di fare il salto verso la metropoli e i grandi quotidiani insieme a lui.
I giorni di immobilità al freddo e all'umido minano la pur solida salute di Leo, che contrae la polmonite; in extremis Tatum, sapendo che la sua gallina dalle uova d'oro ha meno di un giorno di vita, tenta di tornare al piano originario, ma il capocantiere Smollett lo avverte che le vibrazioni del maglio pneumatico hanno tanto indebolito la volta da rendere impraticabile quel sistema.
Leo muore, i sogni di Tatum si infrangono, Kretzer e Smollett vanno incontro a inchieste e indagini sulla loro erronea gestione dell'incidente e in ultimo Lorraine, insultata e maltrattata dal giornalista, lo pugnala al fianco con un paio di forbici, lasciando poi la zona col denaro guadagnato nel corso della settimana.

## Produzione
La trama del film è stata ispirata da due eventi della vita reale:
- Il primo coinvolse Floyd Collins, che nel 1925 rimase intrappolato all'interno di una cava di sabbia nel Kentucky a seguito di una frana. Un giornale di Louisville, il Courier-Journal, inviò sulla scena il suo giornalista William Burke Miller, il quale trasformò con il suo articolo il tragico episodio in un evento nazionale, cosa che gli fece guadagnare un Premio Pulitzer. Il nome di Collins è citato nel film come un esempio di una vittima di una frana che diventa un evento mediatico.
- Il secondo evento ha avuto luogo nell'aprile 1949. Kathy Fiscus di San Marino in California cadde in un pozzo abbandonato e nel corso dell'operazione di soccorso, che durò diversi giorni, migliaia di persone arrivarono da ogni parte per guardare lo svolgersi dell'azione.

In entrambi i casi, le vittime morirono prima di essere salvate.
Il set del film era uno dei più grandi fino ad allora costruiti, misurava 370 metri di altezza e 490 metri di profondità includendo una collina rocciosa dove era crollata la grotta. Inoltre vi erano numerose bancarelle lungo la strada, parcheggi, e un luna park. Le scene hanno occupato più di 1.000 comparse e oltre 400 automobili.
Il costo finale del film è stato di 1.821.000 dollari, di cui 250.000 dollari come compenso a Wilder come scrittore, produttore, e regista.

## Critica
Noir sulla macchinazione di un giornalista disposto a tutto pur di raggiungere lo scoop, con questo film il regista precorre il tema della spettacolarizzazione della cronaca, fino alla morte dei protagonisti, e delinea un amaro spaccato della società contemporanea, di cui dimostra di conoscere bene i meccanismi.

## Riconoscimenti
- Festival di Venezia 1951: Premio internazionale a Billy Wilder e Premio speciale per il miglior commento musicale a Hugo Friedhofer
- National Board of Review Awards 1951: miglior attrice (Jan Sterling)
- Nel 2017 è stato scelto per la conservazione nel National Film Registry della Biblioteca del Congresso degli Stati Uniti[2]